# Titularbistum Zenopolis in Isauria
Zenopolis in Isauria (ital.: Zenopoli di Isauria) ist ein ehemaliges Bistum in Kleinasien und heute ein Titularbistum der römisch-katholischen Kirche. Es gehörte der Kirchenprovinz Seleucia in Isauria  an.
| Titularbischöfe von Zenopolis in Isauria |                                                   | |                   |                   |
| Nr.                                      | Name                                              | Amt | von               | bis               |
| 1                                        | Luke Wadding                                      | Koadjutorbischof von Ferns (Irland)                                                                                           | 26. August 1671   | 23. August 1678   |
| 2                                        | Luigi Moccagatta OFM                              | Apostolischer Koadjutorvikar von Shantung Apostolischer Vikar von Shantung Apostolischer Vikar von Shanxi (Kaiserreich China) | 3. März 1844      | 6. September 1891 |
| 3                                        | Franciszek Albin Symon                            | Weihbischof in Mahiljou (Weißrussland)                                                                                        | 17. Dezember 1891 | 2. August 1897    |
| 4                                        | Engelbert Voršak                                  | Kapitularvikar von Ðakovo (Kroatien)                                                                                          | 24. März 1898     | 22. August 1921   |
| 5                                        | Stefan Walczykiewicz                              | Weihbischof in Lutsk (Ukraine)                                                                                                | 20. Juli 1928     | 12. Mai 1940      |
| 6                                        | Jean-Baptiste Castanier MEP                       | emeritierter Bischof von Osaka (Japan)                                                                                        | 12. Mai 1941      | 12. März 1943     |
| 7                                        | Anton Scharnagl                                   | Weihbischof in München und Freising (Deutschland)                                                                             | 10. April 1943    | 19. Januar 1955   |
| 8                                        | Jacques Henri Romeijn MSF                         | Apostolischer Vikar von Samarinda (Indonesien)                                                                                | 10. Juli 1955     | 3. Januar 1961    |
| 9                                        | Giovanni Ferrofino Titularerzbischof pro hac vice | Apostolischer Nuntius | 28. Oktober 1961  | 21. Dezember 2010 |